# Asota canaraica
Asota canaraica är en fjärilsart som beskrevs av Moore 1878. Asota canaraica ingår i släktet Asota och familjen nattflyn. Inga underarter finns listade i Catalogue of Life.